# Pentatonix
A Pentatonix (rövidítve PTX) egy öttagú amerikai acappella-csoport Arlingtonból, Texasból. Az énekesek Kirstin Maldonado – mezzoszoprán, Scott Hoying – bariton, Kevin Olusola – beatbox Mitch Grassi – kontratenor és Matt Sallee – basszus. Munkájukat jellemzi a pop stílus, vokállal, basszussal, riffeléssel, ütőhangszerekkel és beatboxszal.
A Pentatonix 2011-ben alakult, majd ezt követően az NBC The Sing-Off harmadik évadában nyertek, kaptak 200 000 dollárt és egy lemezszerződést a Sony Musickal. Aztán a csoport átment a YouTube-csatornához. Zenéjüket a Madison Gate Records forgalmazza, melynek tulajdonosa a Sony Pictures. Több mint 11,5 millió előfizetővel és 1,80 milliárd nézővel a Pentatonix YouTube csatornája jelenleg a 13. legnagyobb jegyzett zenei videó csatorna a több mint 19 millió (2021 május) feliratkozóval. A csoport Daft Punk videóját több mint 366 millióan (2023 február) nézték meg eddig.
Debütáló zenéjük 2012-ben jelent meg, majd az ünnepi kiadás PTXmas néven ugyanebben az évben. 2014 májusában a Pentatonix aláírta szerződését az RCA Recordsszal. Ugyanebben az évben a csoport kiadta a negyedik válogatás albumát Japánban, Koreában és Ausztráliában. Második ünnepi albumuk – a That's Christmas to Me – aranylemezes minősítést kapott, majd december 24-én platinát. Az Egyesült Államokban 2014 óta a negyedik legkelendőbb album.
Harmadik karácsonyi albumuk 2016-ban debütált. A PTX zenei producere és hangszerelője, Ben Brammel kétszer is elnyerte a Grammy-díjat: először 2015-ben a Daft Punkkal, majd 2016-ban ismét a Dance of the Sugar Plum Fairy-vel. A Dolly Partonnal közösen előadott Jolene című dalukért jelölték őket a legjobb countryduó/csapatelőadás kategóriájában a 2017-es Grammy-díjátadón is.

## Pályafutásuk
A Pentatonix Kirstin "Kirstie" Maldonadóval (született: 1992. május 16.), Mitchell "Mitch" Grassival (1992. július 24.) és Scott Hoyinggal (1991. szeptember 17.) kezdődött, akik együtt nőttek fel és osztálytársak voltak a Martin High Schoolban, Texasban. A helyi rádió show énekversenyt rendezett, a trió pedig jelentkezett. Annak ellenére, hogy elveszítették a versenyt, az iskolában figyelmet keltettek.
Hoying és Maldonado 2010-ben végzett a Martin High Schoolban, Grassi pedig 2011-ben. Hoying a dél-kaliforniai egyetemre (USC) ment, hogy popzenei diplomát szerezzen, Maldonado pedig az oklahomai egyetemre ment musical szakra. Scott csatlakozott az USC-n a SoCal acapella csoporthoz. A csoport egy másik tagja, Ben Bram (rendező, producer és hangmérnök), arra ösztönözte, hogy menjen el egy meghallgatásra. Hoying így meggyőzte Kirstie Maldonadot és Mitch Grassit, hogy csatlakozzanak hozzá, de Bram azt javasolta, hogy egy basszusos és egy beatboxer is támogassa a csoportot. Hoying egy közös barát által találkozott Avriel "Avi" Kaplannal (1989. április 17.) egy acapella közösségen belül és rávette, hogy Avi – aki akkor már elismert basszus volt – is legyen a csoport tagja. Kicsivel később a csoport rátalált a YouTube-on Kevin Olusolára (1988. október 5.), aki a videóján egyszerre beatboxol és csellózik – ez az ún. celloboxing. Olusola Owensboróban, Kentuckyban született és a Yale Egyetemen végzett. Kínában is tanult, így folyékonyan beszéli a mandarin nyelvet.
A csoport meghallgatásra ment a Sing-Off harmadik évadába. Végül sikerük lett a show-ban: 2011-ben megnyerték a zenei tehetségkutatót.
A Pentatonix névadója Scott Hoying – Scottot a pentaton skála ösztönözte erre a névre, ugyanis ez a zenei skála öt hang oktávonként és a csoport is 5 tagból áll. Az i-t és az x-et pedig azért tették a végére, hogy még jobb legyen a név hangzása.
Scott Hoying és Kirstie Maldonado elhagyták a főiskolát, abban a reményben, hogy megnyerik a Sing-Off tehetségkutatót. Mitch pedig kihagyott egy évet. Miután megnyerték a show-t, valamennyi tag Los Angelesbe költözött, hogy folytassák pályafutásukat.
2012 januárjában, miután aláírták a szerződést a Madison Gate Recordsszal, a csoport elkezdett dolgozni az első albumán, a producer Ben Brammel. A hat hónapos időszak alatt, miközben karrierjüket építették, egyre népszerűbbek lettek a YouTube-on. Kezdődtek az interjúk, a rajongók száma egyre növekedett.
Feldolgozták Gotye-tól a "Somebody That I Used to Know"-t, PSY-tól a "Gangnam Style"-t és a Funtól a "We are Young"-ot, melyek vírusként terjedtek szét az interneten.
2012. őszén a PTX elkezdte első nemzeti turnéját. A turné mindig teltházzal debütált – 30 városban léptek fel.
2012. november 13-án a csoport kibocsátotta a karácsonyi EP PTXmas albumát. Legnépszerűbb karácsonyi zenéjük a "Carol of the Bells" volt. November 19-én a csoport kibocsátotta deluxe kiadását, amely két további zeneszámot tartalmaz. Az egyik ilyen, a "Little Drummer Boy", amely elérte az iTunes top dalok nézettségi rekordját, a másik pedig a "Streaming Songs".
2013. január 24-én a zenekar folytatta a második nemzeti turnéját. Augusztus 20-án a csoport kiadta első kislemezét. A borítón Ben Haggerty és Ryan Lewis "Can not Hold Us" című száma szerepelt, amelyet mostanáig több mint 66 millióan néztek meg.
2013. november 5-én a YouTube-on megjelent az egyveleg Daft Punk daluk. A videó vírusként terjedt szét: több mint tíz millióan nézték meg az első héten és 2016 decemberére közel 227 millió volt a megtekintés.
2014. július 30-án a csoport kiadta albumát Japánban, mely tartalmazza az összes dalt. Később Ausztráliában augusztus 15-én és a Fülöp-szigeteken, szeptember 26-án.
2015. szeptember 4-én megjelent a "Can't Sleep Love" című kislemezük. Október 9-én kiadták Jack Ü és Justin Bieber "Where Are Ü Now?" coverjét. Az album egy nappal korábban jelent meg meglepetésként a rajongók legnagyobb örömére. Ugyanezen a napon kiadták 3. kislemezüket, a Singet. Ez az album az első helyen debütált az amerikai Billboard 200-on. 2015 decemberében Hoying kijelentette, hogy azon a ponton van a karrierjük, ahol most lennie kell. 2016 februárjában a "Sing" aranylemez minősítést kapott.
2013 márciusában a Pentatonix és a hegedűművész Lindsey Stirling kiadta az Imagine Dragonstől a "Radioactive" számukat, amely nyert a YouTube Music Awardson. Júliusban megjelent a "The Wizard of Ahhhs". A zene az 1939-es Óz című film dal remake-je.
2016 augusztusában megjelent a "Perfume Medley" című számuk.
2017-ben a korábbi basszus, Avi Kaplan magánéleti okok miatt elhagyta az együttest, helyét Matt Sallee vette át.